# تولید قهوه در ویتنام

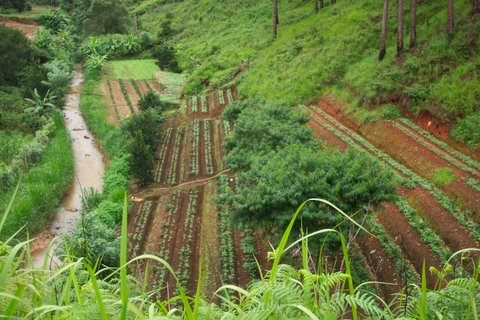
پرورش گیاهان قهوه روی سطوح شیب دار در ویتنام

تولید قهوه در ویتنام از اوایل قرن بیستم، یک منبع مهم درآمد برای ویتنام بوده است. تولید قهوه برای اولین بار توسط فرانسه مطرح شد، صنعت قهوه ویتنام به واسطهٔ سیستم کشت کلان توسعه یافت و به اهرم اقتصادی بزرگ در ویتنام تبدیل شد. بعد از وقفه ای که در هنگام جنگ  ویتنام و بعد از آن اتفاق افتاد، به دنبال اصلاحات اقتصادی دوی موی، تولید قهوه دوباره افزایش یافت و باعث شد از لحاظ ارزش صادراتی محصولات کشاورزی ویتنام، بعد از برنج در رتبه دوم قرار گیرد.